# Рударство у Републици Српској
Рударство у Републици Српској, као и у Босни и Херцеговини, има дугу традицију. Рудно богатство је веома разноврсно, али и неравномјерно распоређено.
Рударство на територији Републике Српске почиње да се развија још у праисторији, претежно у вријеме бронзаног доба. Даље се кроз историју се наставља доласком Илира на ове просторе, а потом и Римљана. Касније, у средњем вијеку, најзначајнији рудари су увелико били Саси, рудари из Њемачке. Њих су доводили српски владари да би обављали рад у постојећим, али и за послове отварања нових рудника. Доласком турске власти на територију данашње Републике Српске, рударство стагнира. У периоду Аустроугарске власти долази до развоја рударства, јер се обнавља рад у појединим старим рудницима, а врше се такође и обимна истраживања и отварају се нови рудници. Ипак, највећи развој рударство доживљава након Другог свјетског рата, у оквиру Социјалистичке Федеративне Републике Југославије (СФРЈ), када рудници прелазе у власништво државе. Почиње обнављање и модернизовање старих рудника, те отварање нових. Након грађанског рата, многи рудници су затворени, али се и даље врше истраживања за њихово обнављање или отварање нових рудника. 

## Налазишта руда метала и неметала
Данас, Република Српска располаже врло значајним минерално-сировинским комплексом (преко 50 минералних ресурса), од којих је велики број истражен и уведен у експлоатацију. Наиме, постоје реалне геолошке и минералогенетске претпоставке да се пронађу нова лежишта, квалитативно увећају постојеће резерве и створе услови за значајније повећање будуће производње. На простору Републике Српске такође постоје и значајна лежишта минералних сировина на којима се експлоатација не одвија никако или у изузетно малом обиму. 
Резерве лигнита и мрког угља распоређене су у седам угљених басена: 
- Гацко
- Угљевик
- Станари
- Миљевина
- Котор Варош
- Љешљани и
- Рамићи

Укупне билансне резерве износе 684 милиона тона, а од тога су 294 милиона тона мрког угља и 390 милиона тона лигнита. Постоје и друге локације које нису нарочито значајне, али су се са мањим или већим интензитетом експлоатисале, а то су: Теслић, Прњавор, Шипово, Мркоњић Град (Мањача, Бараћи) и Рогатица. 
Руде гвожђа (Fe) чине основу за развој црне металургије. Досадашња истраживања ове руде дала су веома добре резултате што се тиче утврђених резерви које сада износе око 350 милиона тона. Највеђа налазишта гвожђа концентрисана су на просторима Љубије, Омарске код Приједора и Томашице. На основу анализа и истраживања рудоносних формација процјењује се потенцијалност металогенетске области Љубија на 800 милиона тона нових рудних резерви гвожђа. 
Руде мангана регистроване су у подручју планине Озрен, те Шековићи, Котор Варош, Челинац, Бањалучка Козара и Рудо. Нека од наведених налазишта су експлоатисана у прошлости, али данас нема експлоатације и прераде руде мангана у Републици Српској. 
Најважније руде обојених метала које се експлоатишу су олово (Pb), цинк (Zn) и алуминијум (Al). Олово и цинк се најчешће налазе у заједничкој руди (полиметалне руде). Редован пратилац оловно-цинчане руде су злато (Au) и сребро (Ag). Ове руде везане су за лежишта Брдо код Љубије са просјечним садржајем од 4-7% олова и цинка,  те неколико мањих налазишта на подручју општина Фоча (Копилови, Среденик, Робовићи, Јеловац, Селиште, Рајковићи и Руднице). Такође, на територији Сребренице налази се велики број олово-цинкових жила које су просторно размјештене у облику лепезе. Дебљина ових жила је промјењива, те износи од неколико центиметара до пет метара. Експлоатација се одвија у руднику Сасе, који је тренутно једини активни рудник у Републици Српској. Овај рудник је такође био и веома активан током влавадине Римске империје. Република Српска има и велике резеврзе боксита, руде алуминијума. Најзначајнија налазишта ове руде су код Милића и Власенице. 
Неметалне руде су широм распрострањене, а користе се у грађевинарству и као сировина у појединим гранама индустрије (хемијска индустрија). Ове руде се углавном експлоатишу из површинских копова. Велика су налазишта глине код Приједора и гипса код Шипова.
Наиме, Министарство индустрије, енергетике и рударство је врло успјешно остварило сарадњу и партнерски однос са аустријском компанијом ,,Asamer Gruppe“, чије чланице већ имају закључена три уговора о концесији за експлоатацију и истраживање минералних сировина на подручју Републике Српске (техничког грађевинског камена – кречњака, перидотита и кварцног пијеска). Такође, Министарство индустрије, енергетике и рударства је закључило и Уговор о концесији за експлоатацију угља на лежишту Угљевик Исток 2 са компанијом Comsar Energy Republika Srpska, док је са компанијом Mineco Limited London закључило Уговор о концесији за истраживање и експлоатацију антимона на лежиштима Поткозара, Кордићи и Подхомара, општина Ново Горажде. ,,Balkan Mining PTY” Ltd Australia, односно концесионо предузеће  ,,Western mining’’ d.o.o. Banja Luka има закључен Уговор о истраживању олова, цинка, бакра и пратећих метала на истражном простору ,,Челебићи“, општина Фоча. 
Постојећи рудници који су у власништву Републике Српске, а са којима је могуће да се оствари пословно-техничка сарадња су рудници угља у Гацку и Угљевику. Угаљ произведен на претходно споменутим просторима се корсити у истоименим електранама за добијање електричне енергије. Лежишта ове руде у угљевичком и гатачком угљеном басену знатно превазилазе тренутно инсталиране производне капацитете и стварају претпоставке за даљу изграду термоенергетских постројења.